# اسید فنیل‌پیروویک
اسید فنیل‌پیروویک (به انگلیسی: Phenylpyruvic acid) یک کتواسید است. این ترکیب شیمیایی با شناسه پاب‌کم ۹۹۷ است. 